# 名古屋走り
名古屋走り（なごやばしり）とは、愛知県の名古屋市およびその近辺の人による特有のマナーの悪い運転および道路交通法違反運転の総称であるが、全国で見られる違反運転である。なお、愛知県の交通事故死者数は平成2年から平成30年まで16年連続で全国ワースト1位である。2024年は東京都が全国ワースト1位となり、愛知県は2位、千葉県が3位、大阪府が4位、埼玉県が5位、神奈川県が6位となった。

## 概要
名古屋走りとはいうものの、名古屋中心部よりも外縁部、近隣市の尾張小牧ナンバー車で特に多く見られる。愛知県の2012年の交通事故件数（4万9651件）、交通事故死亡件数（235人）ともに全国ワースト1位である。愛知県警では「最大の要因は運転モラルの低さ」であるとして、取り締まりや交通安全教室などの対策に乗り出している。
ただし、愛知県の世帯当たり自動車保有台数は日本一であり、単純な事故数では愛知県に著しく不利な比較となるため、これを運転モラルと結びつけるのは不適切であるという意見もある。保有台数あたりの事故数では2014年の資料では全国10位となっている。東京都は9位、大阪府は3位、福岡県は2位であり他都市圏と比較しても事故率は低くなっている。このように名古屋走りに関しては実情よりもイメージが著しく先行しており、地元の自動車教習所職員やJAF愛知支部はネットの情報は誇張しすぎと反論している。名古屋走りと言われた時代がかなり昔でありそのイメージが未だに世間では根強いため、事故数が減った今でも少しでも変わった事や事故があると、「さすが名古屋」と誇張されがちである。

## 名古屋走りとされた行為

### 信号無視
交通信号の切り替わり前後に交差点へ進入する事象において、黄信号にあってはためらいなく進入（所謂黄走り）し、赤信号に変わっても状況判断によっては進入することが見られ、名古屋走りの典型例とされている。これを「黄色まだまだ、赤勝負」と形容することもある。
また、右折信号が点灯している際に左折をしたり、前車が黄色で停止した際にそれを追い越し、さらには止まった車両にクラクションを鳴らすなどの行動が見られる。
名古屋走りにおいては信号残りの「黄走り進入」が多い一方、大阪府で見られる「フライング発進」は少ない。岐阜県・三重県において出会い頭の事故が多い現象について、信号残り（名古屋走り）と見切り発進（大阪府の走行）が錯綜する為であるとする交通工学者の意見がある。

### 速度超過
道が広いことで速度を上げる車が多い。先の信号が赤になることを理解していても加速して、赤信号で停車するを繰り返す。愛知県警は、トラック・バス・タクシーといった職業運転手に対しては、一般の車の流れをつくるペースカーとなるよう要請した。ただし周囲の走行スピードに合わせないと後ろの車両からクラクションを鳴らされたりするという事情から、実質上のペースメーカーになりきれていない。

### ウィンカーを出さずに車線変更
車線変更する際にウィンカーを車線変更の直前に出す、またはウィンカーを出さないまま車線変更を行う。ただウインカーを出さない人はどの地方に行ってもいるため、名古屋だけではない。また車線の多い道路では2車線以上を連続で車線変更をしたり、交差点内において車線変更をする。

### 車線またぎ
車線をまたぎ、左右に車線変更を繰り返しながら走行する。車線変更禁止区間でも平然と行う。

### 右折フェイント
右折車線または右折車両の待機している車線から追い越しをかけ、信号前後で直進できる車線に割り込む。

### 早曲がり
右折をする際に、青信号に変わったら即座に急発進し対向車より早く交差点を抜ける。対向車線に直進車があっても強引に右折する。

### 右折中の追い越し
先頭右折車が右折待ちである場面で、後続右折車が追い越しをかける。

### 歩行者軽視
横断歩道で手を上げている歩行者がいても無視して止まらずに進む。四輪車以外の車両も軽視されがちである。

### 駐車方法
走行方法ではないものの、歩道上への駐車や交差点駐車も、同様の悪しき運転マナーとされる。
ちなみに、車を交差点の角に斜めに停める場合、名古屋城の金のしゃちほこに見立て「しゃちほこ停め」という俗称も存在する。
駐車監視員制度開始以降に路上駐車が減ったものの、それでもなお車線が多い道路において一番左の車線に違法駐車していることや、二重駐車・三重駐車も珍しくない。

### 車間距離の狭隘
走行中に車間距離が車両一台分以上あると割り込んでくる。また信号による停車中の車間距離もかなり詰めてくることがある。

## 特記事項
NHKで放送された『欽ちゃんのがんばる!日本大作戦』において交通事故死ワースト脱出を目標に掲げた「愛知スマートドライバー」などの取り組みが紹介された。
交通評論家の矢橋昇は、愛知県内の小学生には「黄信号は止まれ」の意味を知らない児童がいるとし、大人も先生も親も交通ルールを守っていないので、子供達がルールを覚えるわけがないとしている。